# Тепле озеро
Те́пле о́зеро (рос. Тёплое озеро), або Ля́мміярв (ест. Lämmijärv) — природне озеро-протока в системі Чудсько-Псковських озер, розташоване на кордоні Естонії та Росії. Має площу від 170 до 236 км², що становить 5—7 % загальної акваторії зазначеної системи. За розміром Тепле озеро займає 55-е місце в Росії, та 3-є в Псковській області. Воно грає важливу роль у водообміні та водному сполученні між Чудським і Псковським озерами, входить до зони промислового рибальства і рекреації.
Свою назву озеро отримало за відносну тепловодність, зумовлену незначною глибиною в порівнянні з двома сусідніми великими водоймами.

## Географія
Адміністративно Тепле озеро поділене меж Естонією і Росією, державний кордон між якими проходить по його фарватеру. Естонії належить західний берег водойми, Росії — східний. Естонська частина берегової смуги лежить в межах повітів Тартумаа і Пилвамаа. Повіт Тартумаа включає тільки дрібні острівці в суміжній з акваторією Чудського озера зоні, а повіту Пилвамаа належить весь берег. За сучасним адміністративним поділом ця берегова зона входить до волості Ряпіна. Російська ділянка берегової лінії лежить здебільшого в межах Гдовського району Псковської області, і лише крайня південно-східна частина акваторії належить Псковському району.
З точки зору фізичної географії Тепле озеро знаходиться на північно-західному краї великої Східноєвропейської рівнини, прилягаючи із заходу до Псковської низовини. В системі Чудсько-Псковських озер воно займає центральне положення, сполучаючи північне Чудське озеро з південним Псковським. Таким чином, ця водойма виконує роль природної протоки. Слід зазначити, що точні фізичні кордони Теплого озера не встановлені. Як правило, за його північний кордон вважають умовну лінію, що пролягає від естонського острова Теляча Сухмань до російського острова Озолець. Південним кордоном цієї водойми вважають лінію, що з'єднує естонський острів Салу з російським островом Старий Мтеж. До цієї невизначеності додається ще й сильна замуленість Теплого озера, через яку окремі ділянки його акваторії періодично перетворюються на прибережні болота. Внаслідок такої мінливості різні джерела дають відмінні оцінки щодо площі Теплого озера — від 170 до 236  км². Таким чином, в системі Чудсько-Псковських озер ця водойма обіймає від 5 до 7 % їхньої загальної площі.
Так само, як і вся озерна система, ця водойма витягнута у мерідіанальному напрямку — з півночі на південь. Її західний берег вирізаний мало, натомість, східний пересічений мисами і невеликими півостровами. У довжину Тепле озеро простягається на 30 км, а його ширина завдяки звивистості східного берега сильно коливається. У найширшій частині вона сягає 8,1 км. Найменша відстань між берегами в центральній частині озера, що має вигляд протоки завширшки 1,6 км. Середня ширина становить 7,9 км. Довжина берегової лінії сягає 83 км. Відмітки глибин також дуже мінливі. Наприклад, середня глибина Теплого озера, за різними оцінками, становить від 2,5 до 3,3 м, що в 3—4 рази менше, ніж у сусіднього Чудського (8,3 м). Однак найбільша глибина Теплого озера сягає 14,6 м, а за деякими оцінками, навіть 15,3 м, тобто перевищує максимальну глибину великого Чудського озера (12,4 м). Загальний об'єм води в Теплому озері оцінюють в 2,68 км³.
В акваторії водойми існують невеликі острови, як правило, безіменні і ненаселені. Їхня сумарна площа становить лише 0,2 % від площі всього Теплого озера.

## Геологія та гідрологія
Тепле озеро, як складова Чудсько-Псковської озерної системи, утворилось внаслідок діяльності великого льодовика. Під час заледеніння потужний шар криги витиснув чи виорав у землі велетенську заглибину, яка після танення льодовика заповнилась його водами. Це давнє озеро поступово зменшувалось, а його води, відступаючи, залишали на берегах водойми потужні відклади льодовикового матеріалу. Як наслідок, і зараз береги Теплого озера складені здебільшого пісками. В сучасний геологічний період живлення цієї водойми мішане з перевагою снігового. Оскільки Тепле озеро має яскраво виражений проточний характер, то основна маса води в нього потрапляє зі Псковського озера (загальна циркуляція води в озерній системі відбувається з півдня на північ). Крім того, безпосередньо в Тепле озеро впадають декілька річок: з західного берега Меексі, Наха, Виханду (найповноводніша з усіх), зі східного — Ров'я. Уся маса води, накопичена в Теплому озері, надходить до Чудського озера.
В гідрологічному режимі Теплого озера вирізняють два максимуми і два мінімуми водонаповнення. Перше підняття рівня води припадає на весняне водопілля і триває з квітня по червень. За ним надходить літня межень, відносно невелика, оскільки значна лісистість берегів перешкоджає посухам у цьому регіоні. Восени після тривалих дощів спостерігають друге підняття рівня води в озері, що має характер осінньої поводі. Взимку настає друга межень, причому мінімум стоку припадає на березень.
Постійних течій в цій водоймі немає, однак під час водопілля, коли до Псковського озера надходить велика маса води, в Теплому озері утворюється сезонна течія, що прямує з півдня на північ у напрямку Чудського озера. У найвужчій протоці в центрі акваторії її швидкість сягає 0,35—0,5 м/сек. Оскільки Тепле озеро сполучається з двома осяжними водоймами, воно зазнає дії припливно-відпливних явищ, які викликають потужні вітри, що віють над їхніми просторами. Крім того, серединне положення позначається і на його температурному режимі. Замерзання цієї водойми припадає на кінець листопада — початок грудня, причому воно відбувається раніше, ніж замерзання розташованого північніше Чудського озера, тому що останнє через великий розмір довше залишається теплим. Скресає Тепле озеро наприкінці квітня — початку травня, одночасно з Псковським озером і раніше Чудського. Скресання криги в межах водойми також йде у напрямку з півдня на північ. Взимку над мілководними частинами озера утворюються льодові вали з тріснутих крижин (по-місцевому «ломи»).
Вода в Теплому озері прісна, рівень загальної мінералізації становить 200 мг/л. Її прозорість дорівнює 1,5 м. Ця непритаманна північним озерам каламутність обумовлена, частково, природним надходженням завішених частинок із річковими стоками, а частково, підвищеним виносом біогенних речовин з навколишніх територій через нераціональне землекористування. pH води коливається в межах 7,8—8,5, однак у XXI столітті влітку все частіше спостерігають його підвищення до 8,5—8,9. Також відмічають зниження рівня кисню у воді, хоча в історичному минулому він був вищим. За індексом забруднення води поверхневий горизонт в Теплому озері відносять до III—IV класу якості, тобто воду у цій водоймі оцінюють як помірно забруднену або забруднену. В різні пори року водна поверхня має колір від синього до сірого.
Береги Теплого озера на всьому протязі не просто рівнинні, а й носять яскраво виражений низинний характер. Обидва його береги сильно заболочені, на окремих ділянках майже непрохідні. Ґрунтовий покрив тут складають торфові ґрунти, а дно самої водойми вистелене потужним шаром сірого мулу. Загалом сукцесія водойми протікає в напрямку евтрофікації, через антропогенне забруднення в XXI столітті Тепле озеро характеризують як гіпертрофне.

## Флора і фауна

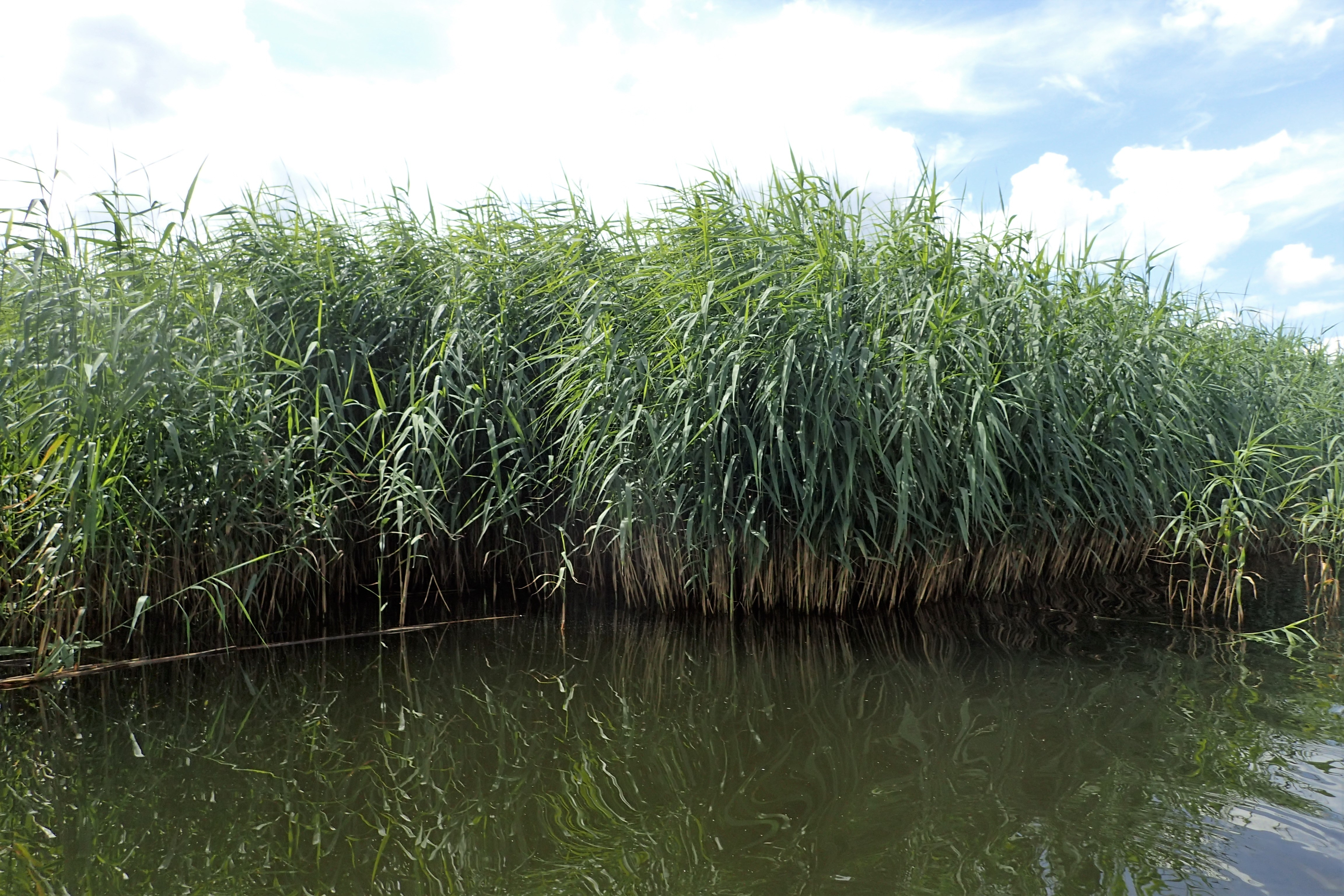
Очерет всюди панує на берегах озера.

Типовий береговий ландшафт Теплого озера — хвойні та мішані ліси з невеликими ділянками лук, однак у прибережній частині водойми великі площі займають зарості макрофітів. В цих хащах панує високий очерет із домішкою куги озерної. На мілководдях і в гирлах річок трапляються нижчі водолюбні трави: рогіз, лепешняк, сусак, лепеха, ситняг, вех, тростяниця кострицева, хвощ. З рослин, що плавають на поверхні води, в озері багато стрілиці, глечиків жовтих і латаття білого, з рослин, повністю занурених у воду, — рдесника пронизанолистого. Слід зазначити, що в XX сторіччі водна рослинність Теплого озера зазнала змін. Наприклад, з флори водойми зникли вимогливі до чистоти води молодильник озерний і шильник водяний, знизили чисельність рдесники і частуха звичайна. За період з 1960-х по 1980-ті роки площа акваторії, зайнятої водною рослинністю, зросла з 2,5 % до 7,5 %.
У фітопланктоні Теплого озера домінують діатомові та синьо-зелені водорості. В річному циклі біомаси зазвичай вирізняють 2—3 піки. Перший весняний пов'язаний із масовою вегетацією діатомових водоростей, другий, літній, — з інтенсивним розмноженням діатомових і синьо-зелених. Третій осінній пік також створюють діатомові водорості. З цих піків найвираженіший літній, який часто перетворюється на цвітіння води. Воно особливо помітне в роки з пануванням антициклонів, коли в озері фіксують низький рівень води і високі літні температури.
Водойма дуже багата на рибу. Іхтіофауна Теплого озера налічує 32 види, з яких 22 є осілими мешканцями його акваторії. Промислового рівня досягають популяції ляща, окуня, плітки, судака, сига чудського, снетка (озерна форма корюшки). Крім них тут трапляються такі об'єкти аматорського рибальства і смітні види як бабець європейський, білизна, верховодка, вугор, в'язь, колючки триголкова і дев'ятиголкова, минь річковий, пічкур, плоскирка, рибець, ряпушка, сом, щука, йорж, ялець.
Кормовою базою для такого чисельного рибного населення служать переважно бентосні організми, а також різноманітні комахи та їхні личинки, що ховаються у заростях водних рослин. В бентосі Теплого озера найпомітніші м'якуни, малощетинкові черви і личинки дзвінцевих. Показово, що в зоопланктоні озера присутні види, притаманні як евтрофним, так і оліготрофним водоймам. Основну частину біомаси в ньому складають гіллястовусі та веслоногі ракоподібні. В річному циклі розвитку цих тварин помітні 1—2 піки чисельності, найбільший з яких припадає на червень — липень. Середня продуктивність зоопланктону варіює від 0,5 до 6 мг/л.
Промислові риби Теплого озера

## Значення
Тепле озеро має велике гідрологічне, природоохоронне, транспортне і рекреаційне значення. Його гідрологічна роль полягає в забезпеченні водообміну між двома великими водоймами Чудсько-Псковської системи. Саме завдяки йому дренується Псковське озеро і надходять біогенні речовини у найбільше за розміром Чудське озеро. Тепле озеро замулюється так швидко, що доводиться періодично вдаватися до меліоративних заходів (поглиблення дна).

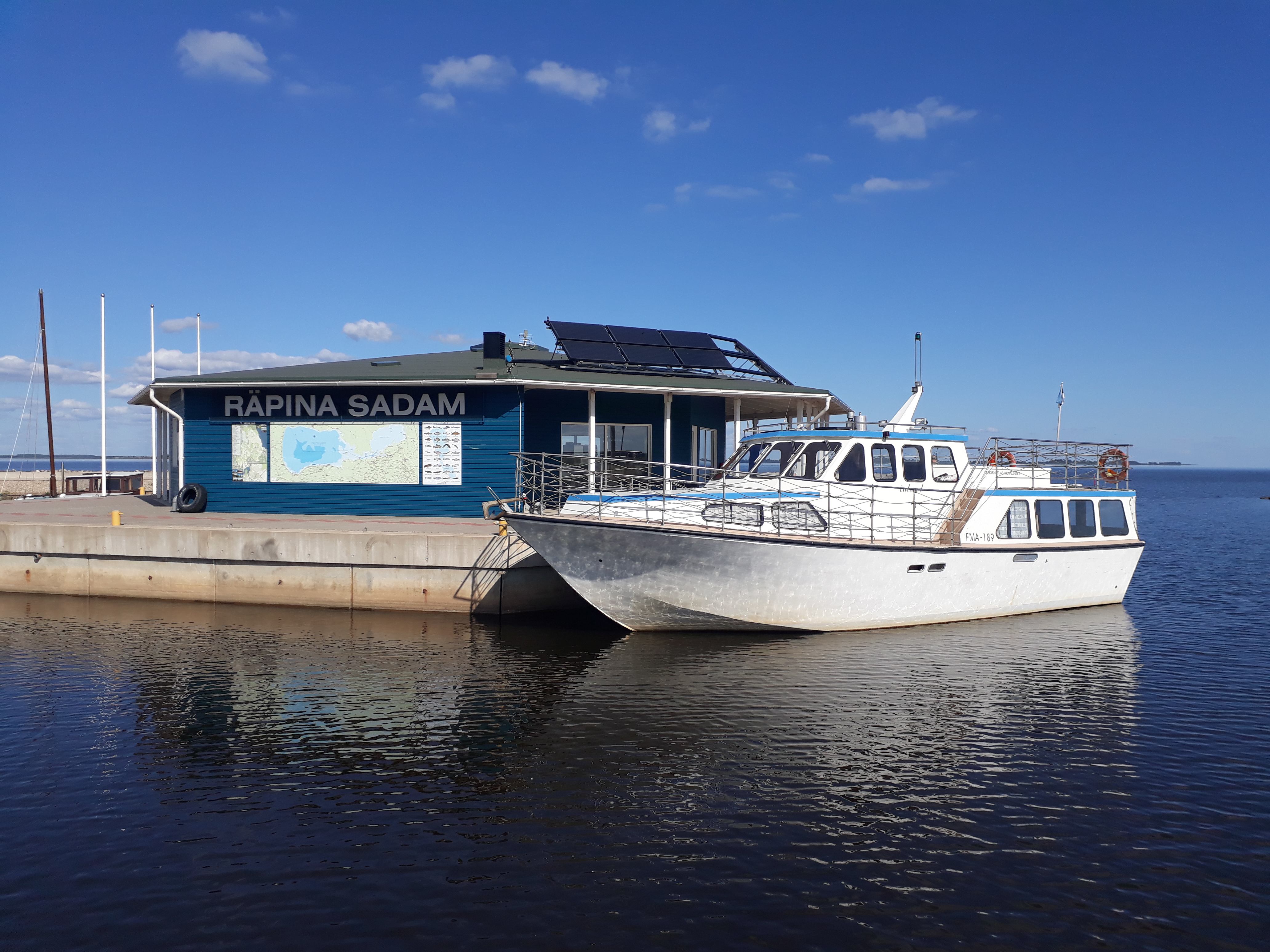
Ряпінська пристань.

Сполучна роль цієї водойми також полягає в її використанні для судноплавства. Тепле озеро є частиною водного шляху, що з'єднує два великих міста — Псков і Тарту (обидва за межами його берегової лінії). На березі самого Теплого озера також існує ряд населених пунктів. На естонському боці розташовані села Мегікоорма, Меексі, Наха, Виипсу, Раїгла, Бересьє, а також місто Ряпіна з озерною пристанню. На російському боці лежать села Хомутово, Кузововщина, Осатно, Курокша, Мтеж. Населення російської території складають росіяни, серед яких багато старообрядців. Населення естонської території складають естонці, сету та росіяни-старообрядці. В обох країнах динаміка узбережного населення від'ємна, особливо швидкий його відтік спостерігають у російських селах.
Завдяки малій глибині, густій рослинності і швидкому прогріванню Тепле озеро важливе як місце нересту прісноводних риб і нагулу мальків. На ньому поширене аматорське рибальство. Незначну роль ця водойма відіграє у внутрішньому туризмі, оскільки відпочиває на її берегах переважно місцеве населення. Купальний сезон тут триває 70—90 днів. Більш знане Тепле озеро серед водних туристів, оскільки через нього пролягають багатоденні маршрути байдарочників. Ця водойма також придатна для плавання на вітрильних суднах. Збільшенню популярності Теплого озера серед рибалок і туристів з інших регіонів перешкоджає відтік корінного населення, а також прикордонний режим на російському березі (з естонського боку доступ до водойми вільний).
В історії Тепле озеро відомо як місце проведення однієї з бойових операцій в ході Другої світової війни. Її результат значною мірою обумовив наступ Червоної армії в західному напрямку і створив передумови до післявоєнних геополітичних змін.